# Государственный институт по проектированию заводов основной химии
Государственный институт по проектированию заводов основной химической промышленности «Гипрохим» был основан в 1931 году и является одной из старейших проектных организаций России, находящейся в Москве и имевшей филиалы в Свердловске, Сумах и Туле.

## История института
Указом Президиума Верховного Совета СССР от 2 октября 1965 года он был переименован в Государственный союзный институт по проектированию заводов основной химической промышленности «Гипрохим». Указом Президиума Верховного Совета СССР от 8 апреля 1982 года «Гипрохим» был награжден орденом «Знак Почёта». В январе 1992 года ему было возвращено прежнее название.
В разные годы институт находился в ведении:
- Высшего совета народного хозяйства СССР (1931—1932);
- Народного комиссариата тяжёлой промышленности СССР (1932—1939);
- Народного комиссариата химической промышленности СССР (1939—1946);
- Министерства химической промышленности СССР (1946—1958);
- Госкомитета Совета Министров СССР по химии (1958—1963);
- Госкомитета по химии при Госплане СССР (1963);
- Госкомитета химической промышленности при Госплане СССР (1963—1965);
- Министерства химической промышленности СССР (1965—1981);
- Министерства по производству минеральных удобрений СССР (1981—1989);
- Государственной агрохимической ассоциации «Агрохим» (1989—1992);
- Российской агрохимической акционерной компании «Росагрохим» (1992—1993);
- Комитета РФ по химической и нефтехимической промышленности (1993—1994).

В 1994 году решением трудового коллектива институт преобразован в АООТ «Институт по проектированию заводов основной химической промышленности «Гипрохим». В настоящее время ООО «ГИПРОХИМ».

## Тематика деятельности
ООО "ГИПРОХИМ" разрабатывает комплексные проекты для строительства и реконструкции действующих производств. Проекты производств разрабатываются в технологической части (с разработкой нестандартного оборудования), включают автоматизацию процессов контроля, регулирования и управления, химические лаборатории, системы безопасности и противоаварийной защиты, строительные части, замкнутую систему водопользования (водопроводной и канализационной систем), системы отопления, вентиляции, связи и сигнализации, сметную документацию, технико-экономическое обоснование, генеральный план предприятия.
За долгую историю институт спроектировал сотни производств в СССР и многих ориентированных на Советский Союз странах. Это были производства серной кислоты (из различного сырья: серы, серного колчедана, сероводорода, отходящих газов предприятий цветной металлургии); аминосульфоновой, хлорсульфоновой и ортофосфорной кислоты, олеума,  смесей для производства моющих средств, двуокиси серы, простого и двойного суперфосфатов; преципитата, обесфторенных фосфатов; сложных удобрений (аммофоса, аммофосфата, диаммофоса, диаммофоски, нитрофоски, азофоски, нитроаммофоски, карбоаммофоски); кормовых фосфатов, жидких комплексных удобрений, сухих тукосмесей; борной кислоты из датолитового и ашаритового сырья и её производных (бура, борнилацетат, борные удобрения); минеральных солей (сульфита, бисульфита, гипосульфита и гидросульфита натрия, медного и железного купоросов, сульфата алюминия, фтористых натрия и алюминия, криолита, аммония и многого другого.
Кроме того, институт выполняет экспертизу проектов, выполненных другими организациями.